# Gottsmannsgrüner Brauerei

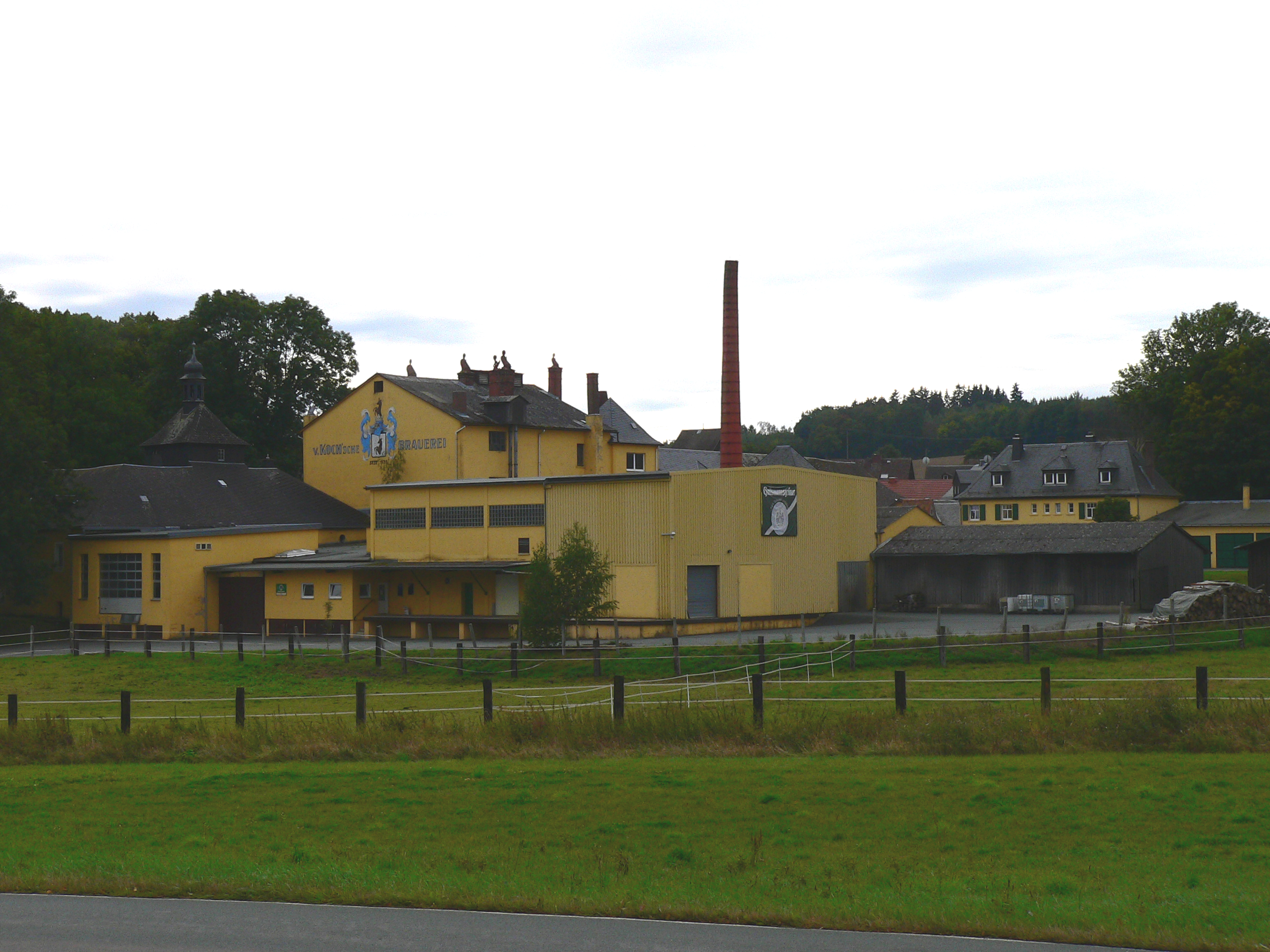
Gottsmannsgrüner Brauerei

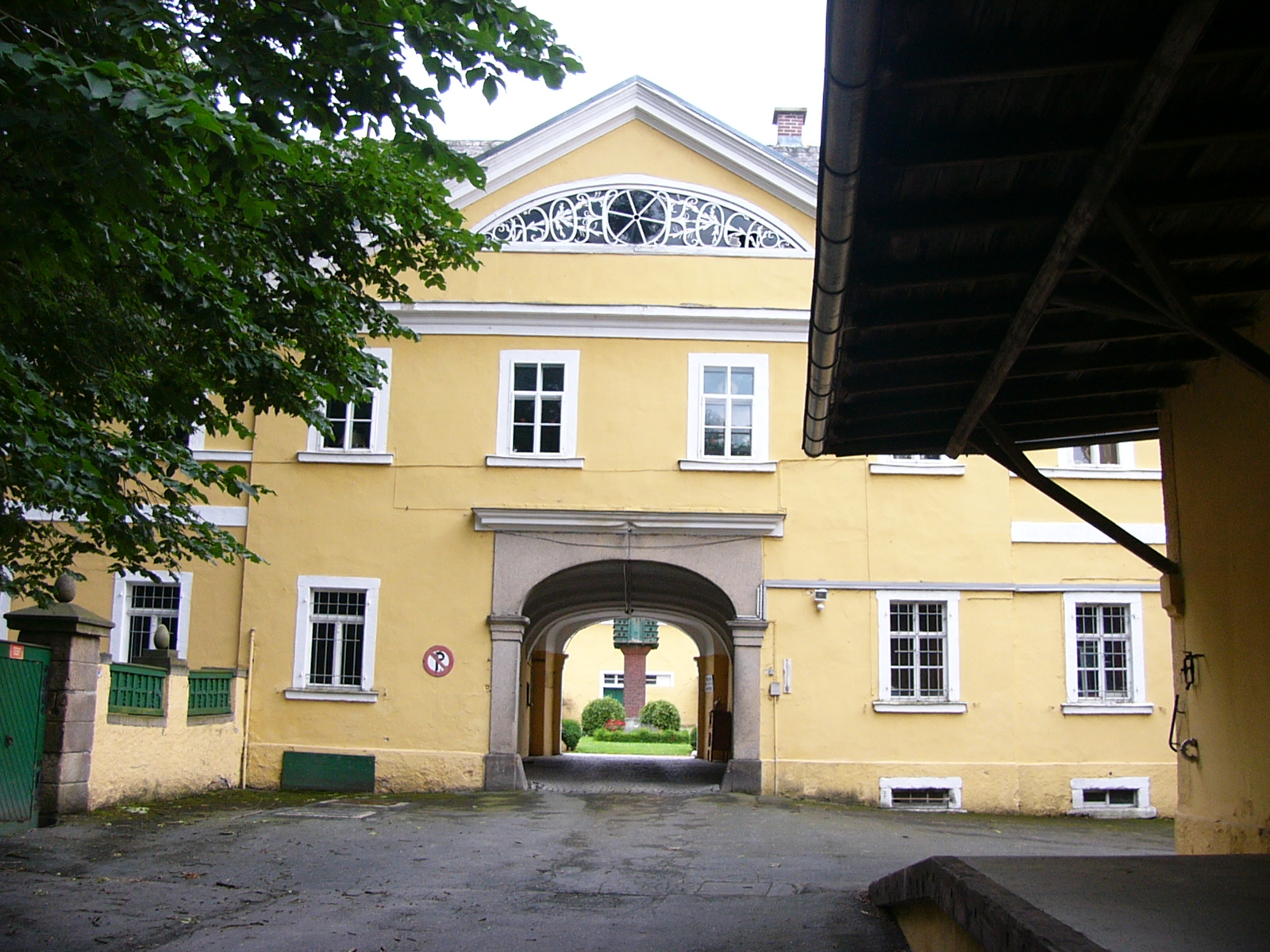
Eingangsportal

Die Gottsmannsgrüner Brauerei, vormals v. Koch’sche Brauerei, war eine Brauerei im oberfränkischen Gottsmannsgrün, Gemeinde Berg im Landkreis Hof, die von 1535 bis 2010 bestand.
Mitglieder der Familie von Waldenfels leiteten von 1956 bis 2010 die Geschäfte der Brauerei.

## Baugeschichte
Die Geschichte des Anwesens begann als Ansitz mit Wassergraben, der als Vorwerk von Brandstein angelegt wurde. Teile des Wassergrabens sind als Dorfteich erhalten. Als vogtländisches Rittergut war der Sitz mit Gemeindeherrschaft, Niederer Jagd und Niedergerichtsbarkeit ausgestattet. Von 1318 bis 1615 gehörte der Sitz der Familie von Dobeneck. Später wechselten die Besitzer häufig, unter anderen waren es die Beulwitz, die Sichart von Sichartshofen, die Schönfeld und die Koch. Die heutige Anlage stammt überwiegend aus der Zeit um 1830 von Georg von Koch. Sie steht unter Denkmalschutz.

## Geschichte der Bierbrauerei
1535 erhielt die Familie von Dobeneck für eine lokale Gutsbrauerei verbriefte Braurechte. Ab Von 1660 bis 1812 gingen Brauerei und Braurechte an wechselnde Inhaber. 1812 übernahm Johann David Koch, der 1815 von König Maximilian von Bayern geadelt wurde, das Unternehmen. Seither ist die Brauerei, die unter Hermann von Koch zu einer Exportbrauerei ausgebaut wurde, in Familienbesitz.
1956 fiel die Brauerei durch Erbschaft an Hermann von Kochs Tochter Elfriede Freifrau von Waldenfels. Teilhaber und Geschäftsführer wurde ihr Ehemann, Eberhard Freiherr von Waldenfels. Nach dessen Tod führte der Sohn Ernst-Albrecht Freiherr von Waldenfels 30 Jahre lang die Geschäfte. 2003 trat seine Tochter Caroline Freifrau von Waldenfels-Künsberg in die Geschäftsführung ein.
Seit 2009 kooperierte die Brauerei in Form einer Vertriebs-GmbH und Abfüllpartnerschaft mit der Brauerei Bischofshof aus Regensburg sowie mit der Klosterbrauerei Weltenburg. 2010 wurde das Brauen in Gottmannsgrün aufgegeben, die Produktion wird bei der Bürgerbräu in Naila im Lohnbrauverfahren fortgeführt.